# Tombeaux Est des Qing
 (novembre 2024).

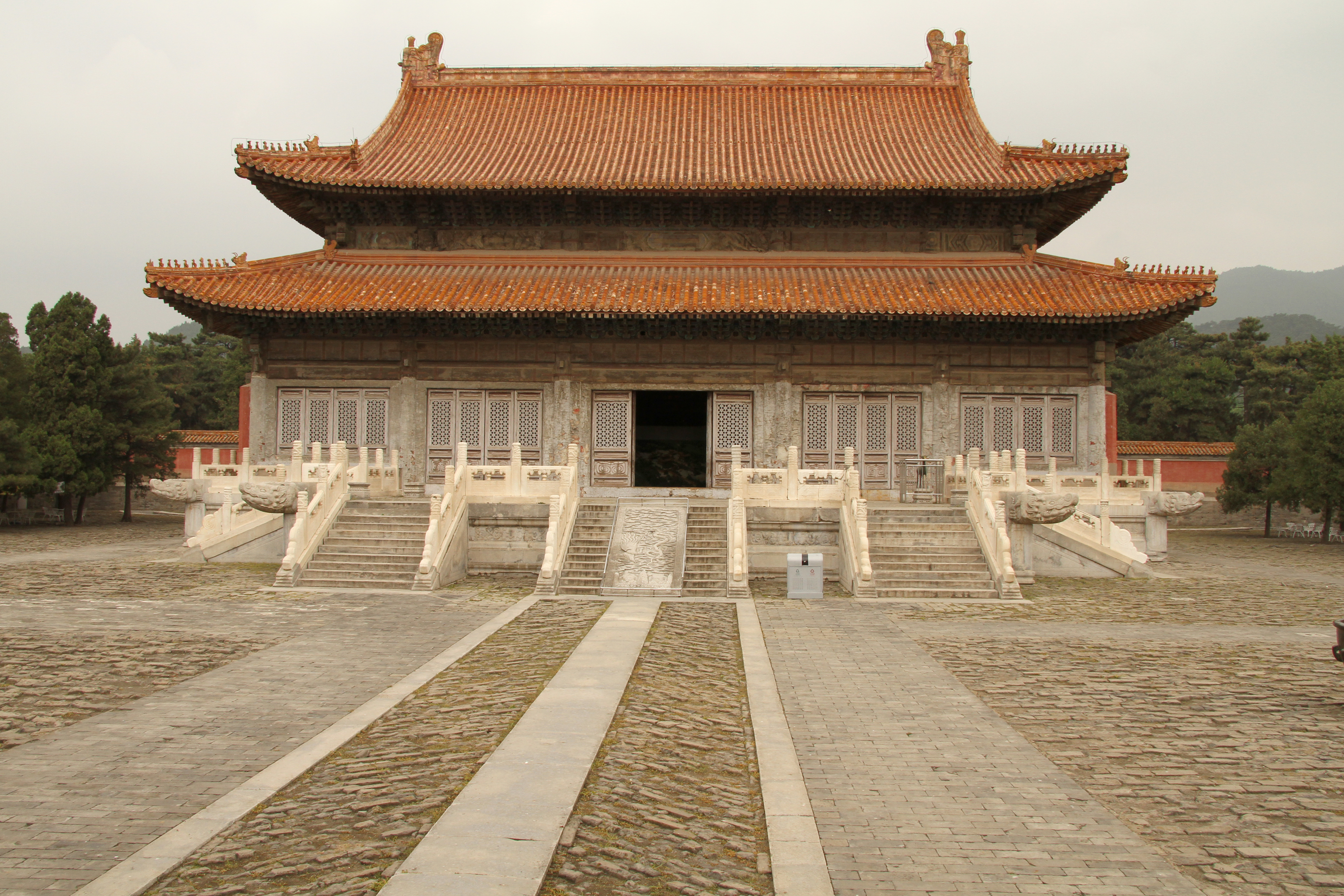
Tombeau Qing

Les tombeaux est des Qing sont un ensemble de mausolées regroupant des tombes de membres de la dynastie Qing à Zunhua, au nord-est de Pékin. Il s'agit du complexe funéraire le mieux conservé de Chine. En tout, y sont regroupés 5 empereurs (Shunzhi, Kangxi, Qianlong, Xianfeng et Tongzhi), 15 impératrices, 136 concubines impériales, 3 princes et deux princesses de la dynastie Qing.